# Empfindsame stijl
De  empfindsame stijl of Empfindsamkeit (uit het Duits: 'empfindsam' = 'sentimenteel, overgevoelig') is een muzikale stijlrichting rond 1750 die sterk van door het gevoel ingegeven uitdrukkingselementen gebruikmaakt. De stijl wordt voornamelijk vertegenwoordigd door de werken van componisten uit Noord- en Midden-Duitsland, waaronder bijvoorbeeld Carl Philipp Emanuel Bach. Ook in Oostenrijk kwam deze stijl voor. Het is een overgangsstijl tussen de barokmuziek en het classicisme.
De stijl ontstond rond 1750 vanuit het burgerlijk milieu dat zich bewust werd van haar opkomende positie in vele lagen van de maatschappij, waaronder haar culturele en kunstzinnige.

## Kenmerken
Kenmerkend voor de stijl is dat er in kleine kring en kleine bezetting gemusiceerd wordt, dat het clavichord veel gebruikt wordt vanwege zijn intieme klank en dat de melodielijnen spiritueel, verfijnd, expressief, gevoelvol en beweeglijk worden gehanteerd. De empfindsame stijl ontwikkelde zich parallel aan en gedeeltelijk uit de galante stijl. Zowel de galante als de empfindsame stijl zijn beide uitdrukking van de muzikale rococo-periode. Tezamen met de Sturm und Drang vormen deze stijlen de voorbodes van de classicistische muziek, die later als  Eerste Weense School bekend zou worden.
Voorts valt op:
- Polyfonie verdwijnt naar de achtergrond, ten faveure van bevallige versierde melodieën.
- Vormen worden kleiner, korter en eenvoudiger.
- De componisten gaan secuurder noteren en laten minder over aan improvisatorisch vakmanschap van musici, juist omdat ook amateurs de muziek gaan spelen.
- Er komt een einde aan de basso continuo praktijk.
- Voordrachtsaanwijzingen worden nauwgezetter in de partituur aangeduid.